# Clevelandia ios
Clevelandia ios es una especie de peces de la familia de los Gobiidae en el orden de los Perciformes.

## Morfología
Los machos pueden llegar a alcanzar los 6,4 cm de longitud total.

## Depredadores
En los Estados Unidos es depredado por Leptocottus armatus 

## Hábitat
Es un pez de clima subtropical y demersal.

## Distribución geográfica
Se encuentra desde la Columbia Británica (el Canadá) hasta la Baja California (México ).

## Observaciones
Es inofensivo para los humanos.